# Гонвил ан Ож
Гонвил ан Ож (фр. Gonneville-en-Auge) насеље је и општина у северној Француској у региону Доња Нормандија, у департману Калвадос која припада префектури Кан.
По подацима из 2011. године у општини је живело 437 становника, а густина насељености је износила 101,16 становника/km². Општина се простире на површини од 4,32 km². Налази се на средњој надморској висини од 10 метара (максималној 30 m, а минималној 3 m).

## Демографија
| 1962. | 1968. | 1975. | 1982. | 1990. | 1999. | 2011. |
| ----- | ----- | ----- | ----- | ----- | ----- | ----- |
| 213   | 239   | 229   | 254   | 310   | 351   | 437   |

График промене броја становника у току последњих година